# Euphranta borneana
Euphranta borneana
 es una especie de insecto del género Euphranta de la familia Tephritidae del orden Diptera.
Hardy la describió científicamente por primera vez en el año 1983.